# Adolfo Barán
Adolfo Barán (* 22. November 1961 in Montevideo, Uruguay) ist ein ehemaliger uruguayischer Fußballspieler und -trainer.

## Spieler

### Verein
Barán, der auf der Position des Stürmers spielte, begann seine Karriere 1980 bei Rentistas in Uruguay. 1982 wechselte er nach Kolumbien zu Cúcuta Deportivo. Bereits 1983 kehrte er in seine Heimat zurück und spielte bis 1987 für den montevideanischen Verein Bella Vista. Es folgte eine erste, von 1988 bis 1989 währende Zeit bei Peñarol Montevideo. Über eine Zwischenstation im Jahre 1989 bei Defensor Sporting kehrte er zu den Aurinegros zurück und wurde in der Saison 1990 mit 13 Toren Torschützenkönig der Primera División, der höchsten Spielklasse Uruguays. In jener Saison gelang ihm auch das Kuriosum, nicht nur erfolgreichster Schütze der Liga, sondern auch der Torwart mit den wenigsten Gegentoren der Saison zu sein. Dies beruhte darauf, dass er in der Begegnung gegen Bella Vista den des Feldes verwiesenen Fernando Álvez auf der Position des Torhüters ersetzte und dabei lediglich einen Gegentreffer hinnehmen musste. Im weiteren Fortgang seiner Karriere spielte er für Independiente Santa Fe (1991–1992), erneut Bella Vista (1993) und Racing (1994). 1994 war er mit 14 erzielten Treffern Torschützenkönig der Segunda División. Im Folgejahr war er für den Club Atlético Basáñez und Everton de Viña del Mar aktiv. 1996 wechselte er noch einmal kurzzeitig ins Ausland zu Real España kehrte aber im selben Jahr noch zu Rentistas, dem Ausgangspunkt seiner Karriere zurück. 1997 beendete er seine Karriere bei Racing.

### Nationalmannschaft
Zu Beginn seiner Karriere gehörte er der uruguayischen Junioren-Nationalmannschaft an, die bei der WM 1981 das Viertelfinale erreichte. Dort kam er zweimal in der Gruppenphase zum Einsatz. Barán wurde 1981 mit der uruguayischen U-20-Auswahl auch Südamerikameister an der Seite von Spielern wie José Batista, Santiago Ostolaza, Jorge da Silva und Enzo Francescoli. Im Verlaufe des Turniers wurde er von Trainer Aníbal Gutiérrez Ponce viermal (ein Tor) eingesetzt. Später war er als A-Nationalspieler für sein Land aktiv und absolvierte zwischen 1987 und 1989 vier Länderspiele für die uruguayische Fußballnationalmannschaft.

### Erfolge
- U-20-Südamerikameister 1981
- Torschützenkönig 1990 (Primera División, Uruguay)
- Torschützenkönig 1994 (Segunda División, Uruguay)

## Trainer
Nach seiner aktiven Zeit hatte er 1998 bei Racing Montevideo das Traineramt inne und sprang dort auch am Ende der Zweitligasaison 1999 abermals ein. Mindestens Anfang 2003 war er auch U-17- bzw. U-20-Trainer von Bella Vista. Seit Juli 2012 war er Trainer des uruguayischen Erstligisten Rentistas. Mit dem Klub aus Montevideo erreichte er in der Saison 2013/14 den sechsten Platz. Damit qualifizierte sein Team sich für die Copa Sudamericana 2014. Ende Mai 2014 verlängerte er seinen Vertrag um ein weiteres Jahr. Sein Trainerstab bestand aus Fernando „Topo“ Rosa, Gabriel Da Silva und Nicolás Barlocco. Im Dezember 2014 endete seine Zeit als Coach bei Rentistas. Seit Juli 2016 trainiert er den Zweitligisten Club Atlético Atenas.

## Sonstiges
Baráns Sohn Agustín Barán rückte aus der Nachwuchsmannschaft Peñarols in den Profikader und wurde 2012/13 Uruguayischer Meister. Der U-20-Nationalspieler galt als große Zukunftshoffnung des uruguayischen Fußballs und weckte um 2012 bereits das Interesse ausländischer Clubs. Auch seine beiden Söhne Santiago Barán und Nicolás Barán spielen für uruguayische Profiklubs.